# Ayumi Hara
Ayumi Hara (jap. 原 歩, Hara Ayumi; * 21. Februar 1979 in Hachiōji) ist eine ehemalige japanische Fußballspielerin.

## Karriere

### Verein
Sie begann ihre Karriere bei Nippon TV Beleza, wo sie von 1993 bis 2001 spielte. Sie trug 1993, 2000 und 2001 zum Gewinn der Nihon Joshi Soccer League bei. Danach spielte er bei Iga FC Kunoichi (2002–2005), INAC Kōbe Leonessa (2006–2009) und AS Elfen Saitama (2013–2014).

### Nationalmannschaft
Im Jahr 1998 debütierte Hara für die japanische Nationalmannschaft. Sie wurde in den Kader der Weltmeisterschaft der Frauen 1999, 2007 und Olympischen Sommerspiele 2008 berufen. Insgesamt bestritt sie 42 Länderspiele für Japan.

## Errungene Titel

### Mit Vereinen
- Nihon Joshi Soccer League: 1993, 2000, 2001

### Persönliche Auszeichnungen
- Nihon Joshi Soccer League Bester Spieler: 2000
- Nihon Joshi Soccer League Best XI: 1999, 2000, 2008